# UFC 106
UFC 106: Ortiz vs. Griffin II, foi um evento de artes marciais mistas promovido pelo Ultimate Fighting Championship, ocorrido em 21 de novembro de 2009.

## Background
O evento teria uma luta valendo o Cinturão Peso Pesado do UFC entre Brock Lesnar e Shane Carwin, porém Lesnar cancelou sua participação no evento devido a uma forte gripe que lhe impediu de treinar por diversas semanas. O evento principal da noite foi o retorno de Tito Ortiz ao UFC.

## Resultados
Nota 1 Camões perdeu um ponto por chutes ilegais na cabeça de Uno.

## Bônus da Noite
Lutadores receberam um bônus de US$ 70 000
- Luta da Noite:  Josh Koscheck vs.  Anthony Johnson
- Nocaute da Noite:  Antônio Rogério Nogueira
- Finalização da Noite:  Josh Koscheck

## Ligações Externas
- «Página oficial»

1. ↑  Nota 1